# Tiếp quản ngược
Tiếp quản ngược hoặc sáp nhập ngược (IPO ngược) là việc mua lại công ty đại chúng bởi một công ty tư nhân để công ty tư nhân có thể bỏ qua quá trình trở thành công ty đại chúng dài và phức tạp. Giao dịch thường đòi hỏi phải tổ chức lại vốn của công ty thâu tóm.

## Quy trình
Trong một sự tiếp quản ngược, các cổ đông của công ty tư nhân kiểm soát mua của công chúng vỏ công ty và sau đó kết hợp nó với các công ty tư nhân. Các công ty giao dịch công khai được gọi là một "vỏ" vì tất cả những tồn tại của công ty ban đầu là cơ cấu tổ chức của nó. Các cổ đông công ty tư nhân nhận được một phần đáng kể của các cổ phần của công ty đại chúng và kiểm soát của ban giám đốc. Giao dịch có thể được thực hiện trong vòng vài tuần. Nếu vỏ là một SEC đăng ký công ty, công ty tư nhân không đi qua một sự xem xét đắt tiền và tốn thời gian với các điều chỉnh của bang và liên bang bởi vì quá trình này được hoàn thành trước với công ty đại chúng. Tuy nhiên, một tài liệu công bố thông tin toàn diện bao gồm kiểm toán báo cáo tài chính và tiết lộ thông tin pháp lý quan trọng là yêu cầu của Ủy ban Giao dịch Chứng khoán báo cáo các tổ chức phát hành. Công bố thông tin được đệ trình Mẫu 8-K và được nộp ngay lập tức sau khi hoàn thành các giao dịch sáp nhập ngược lại.
Giao dịch liên quan đến việc công ty tư nhân và vỏ trao đổi thông tin về nhau, đàm phán các điều khoản sáp nhập, và ký kết một thỏa thuận trao đổi cổ phần. Vào lúc đóng cửa, các công ty vỏ các vấn đề một phần lớn đáng kể cổ phiếu của mình và kiểm soát hội đồng quản trị cho các cổ đông của công ty tư nhân. Cổ đông của công ty tư nhân phải trả cho công ty vỏ bằng cách đóng góp cổ phần của mình trong các công ty tư nhân cho công ty vỏ rằng họ kiểm soát. Điều này trao đổi chia sẻ và thay đổi kiểm soát hoàn tất việc mua lại đảo ngược, chuyển đổi công ty trước đây là tư nhân vào một công ty tổ chức.

## Lợi ích
Những lợi thế của việc trao đổi đại chúng bao gồm khả năng chỉ huy một mức giá cao hơn cho một đợt chào bán chứng khoán của công ty sau này. Đi tới đại chúng thông qua một tiếp quản ngược lại cho phép một công ty tư nhân trở thành được nắm giữ công cộng với một chi phí thấp hơn, và có ít cổ phiếu pha loãng hơn là thông qua một IPO. Trong khi quá trình trở thành đại chúng và nâng cao vốn được kết hợp trong IPO, thì trong tiếp quản ngược, hai chức năng này là riêng biệt. Một công ty có thể trở thành công ty đại chúng mà không huy động thêm vốn. Tách hai chức năng này làm đơn giản hoá quá trình rất nhiều.
Ngoài ra, một tiếp quản ngược lại là ít nhạy cảm với các điều kiện thị trường. IPO thông thường là nguy hiểm cho các công ty thực hiện bởi vì thỏa thuận này dựa trên điều kiện thị trường, mà qua đó quản lý cấp cao có ít quyền kiểm soát. Nếu thị trường là tắt, bảo lãnh phát hành có thể kéo việc chào bán. Thị trường cũng không cần phải lao bán buôn. Nếu một công ty đăng ký tham gia trong một ngành công nghiệp đang trong những điều kiện không thuận lợi, các nhà đầu tư có thể dè dặt với cơ hội này. Trong một tiếp quản ngược, vì thỏa thuận này chỉ thuộc trách nhiệm giữa những người kiểm soát các công ty đại chúng và công ty tư nhân, các điều kiện thị trường ảnh hưởng ít đến tình hình.
Quá trình cho một IPO thông thường có thể kéo dài một năm hoặc hơn. Khi một quá trình chuyển đổi công ty từ một doanh nghiệp vốn mạo hiểm để phù hợp với công ty đại chúng đối với quyền sở hữu bên ngoài, làm thế nào để biết thời gian bị tiêu tốn của nhà quản lý chiến lược là có thể có lợi hoặc bất lợi. Thời gian tiêu tốn cho các cuộc họp và các dự thảo liên quan tới IPO có thể có một ảnh hưởng tai hại trên sự tăng trưởng mà chào bán được xác nhận, và thậm chí có thể làm vô hiệu hóa nó. Ngoài ra, trong nhiều tháng để đặt một IPO với nhau, điều kiện thị trường có thể xấu đi, làm cho việc hoàn thành của IPO không thuận lợi. Ngược lại, một tiếp quản ngược lại có thể được hoàn thành chỉ trong vòng ba mươi ngày.

## Nhược điểm
Tiếp quản ngược lại luôn luôn đi kèm với một số lịch sử và một số cổ đông. Đôi khi lịch sử này có thể là xấu và biểu hiện chính nó trong các hình thức hồ sơ hiện cẩu thả, các vụ kiện tụng đang chờ và các trách nhiệm bất khả kháng khác. Ngoài ra, các vỏ này đôi khi có thể đến với các cổ đông dữ dằn hoặc lừa dối, những người lo lắng "đổ" cổ phiếu tại các cơ hội đầu tiên họ nhận được.
Một cách công ty mua lại hoặc còn sống sót có thể bảo vệ chống lại "đổ" sau khi tiếp quản được consummated là bằng cách yêu cầu một lockup trên cổ phần thuộc sở hữu của nhóm từ đó họ được mua vỏ công cộng. Các cổ đông khác đã tổ chức chứng khoán như các nhà đầu tư trong công ty được mua lại không gây mối đe dọa trong một kịch bản đổ bởi vì số lượng cổ phần họ nắm giữ là không đáng kể, và không may cho họ, họ có thể có số lượng cổ phần riêng được giảm đi bởi một tách cổ phiếu ngược không phải là một phần phổ biến của một tiếp quản ngược.
Ngày 09 Tháng 6 năm 2011, Ủy ban chứng khoánHoa Kỳ ban hành một bản tin đầu tư cảnh báo các nhà đầu tư về đầu tư trong các vụ sáp nhập ngược, nói rằng họ có thể dễ bị gian lận và lạm dụng khác.
Sáp nhập ngược có thể có những hạn chế khác. Các giám đốc điều hành công ty tư nhân có thể là ngây thơ và thiếu kinh nghiệm trong thế giới của các công ty đại chúng, trừ khi họ có kinh nghiệm trong quá khứ như là một giám đốc của một công ty đại chúng. Ngoài ra, các giao dịch sáp nhập ngược chỉ giới thiệu tính thanh khoản cho cổ phiếu tư nhân trước đó nếu có lợi ích bona fide trong công ty. Một nhà đầu tư toàn diện và các mối quan hệ và chương trình tiếp thị nhà đầu tư có thể là một chi phí gián tiếp của vụ sáp nhập ngược. 

## Tài chính trong tương lai
Số lượng lớn các lựa chọn tài chính sẵn có cho các công ty đại chúng là một lý do chính để trải qua một cuộc tiếp quản ngược. Những lựa chọn tài chính bao gồm:
- Việc phát hành cổ phiếu bổ sung trong một đợt chào bán thứ cấp
- Thực hiện các lệnh bảo đảm, nơi mà các cổ đông có quyền mua thêm cổ phiếu trong một công ty với mức giá định trước. Khi một số cổ đông thực hiện bảo đảm quyền chọn của họ để mua thêm cổ phiếu, công ty nhận được một tiêm vốn.
- Các nhà đầu tư khác có nhiều khả năng để đầu tư vào một công ty thông qua một đợt chào bán chứng khoán riêng của một cơ chế bán cổ phiếu của họ là công ty nên thành công.

Ngoài ra, các công ty bây giờ đã là công ty đại chúng có được những lợi ích kinh doanh chứng khoán của nó:
- Tăng cường tính thanh khoản của cổ phiếu công ty
- xác định giá trị công ty cao hơn do giá cổ phiếu cao hơn
- Lớn hơn truy cập vào các thị trường vốn
- Khả năng mua lại công ty khác thông qua giao dịch chứng khoán
- Khả năng sử dụng cổ phiếu ưu đãi có kế hoạch để thu hút và giữ chân nhân viên

## Ví dụ
Trong tất cả các trường hợp này, ngoại trừ cho US Airways và America West Airlines - cổ đông của acquiree kiểm soát các thực thể kết quả. Với US Airways và America West Airlines, US Airways chủ nợ (cổ đông) đã được trái với sự kiểm soát.
<- Chronological trình tự ->
- Vỏ doanh nghiệp của REO công ty xe ô tô, trong số tiếp quản ngược lại "thù địch", bị buộc của các cổ đông bất đồng chính kiến để có được một công ty giao dịch công khai, tư vấn hạt nhân. Cuối cùng, công ty này trở thành hiện đại Nucor.
- ValuJet Airlines đã được mua lại bởi AirWays Corp. hình AirTran Holdings, với mục tiêu làm hé lộ danh tiếng bị lu mờ trước đây.
- Aerospatiale đã được mua lại bởi Matra hình Aerospatiale-Matra, với mục tiêu của việc trước đây, một công ty nhà nước, công cộng.
- Công ty trò chơi Atari đã được mua lại bởi JT Storage, như hôn nhân thuận tiện [3]
- US Airways đã được mua lại bởi America West Airlines, với mục tiêu loại bỏ các cựu từ phá sản Chương 11.
- Các New York Stock Exchange đã được mua lại bởi Holdings quần đảo để tạo thành NYSE nhóm, với mục tiêu của việc trước đây, một công ty lẫn nhau, công cộng.
- ABC Radio đã được mua lại bởi Citadel Broadcasting Corporation, với mục tiêu quay off cũ từ cha mẹ của nó, Disney.
- Frederick của Hollywood cha mẹ Foh Holdings đã được mua lại bởi nhà sản xuất may mặc Movie Star để có công chúng lớn hơn nhà sản xuất đồ lót.[4]
- Eddie Stobart trong một tiếp quản ngược với Quỹ bất động sản Westbury cho phép vận chuyển bằng tàu, đường sắt, đường bộ, thuyền và trong Vương quốc Anh, chỉ sử dụng một công ty.
- Clearwire mua lại Sprint của Xohm phân chia, tên công ty cũ và với Sprint đang nắm giữ một cổ phần kiểm soát, để lại công ty kết quả giao dịch công khai.